# الكويت (مدينة البيضاء)

تعديل مصدري - تعديل

حارة الكويت هي إحدى حارات مدينة مدينة البيضاء أحد مدن محافظة البيضاء، بلغ تعداد سكانها 3272 نسمة حسب تعداد اليمن لعام 2004.